# Here I Go Again
Here I Go Again ist eines der erfolgreichsten und bekanntesten  Lieder der britischen Rockband Whitesnake aus dem Jahr 1982, das von David Coverdale und Bernie Marsden geschrieben wurde. Es erschien auf dem Album Saints & Sinners. Die Version aus dem Jahr 1987 erschien auf dem Album 1987.

## Geschichte und Versionen
Es existieren drei Whitesnake-Studio-Versionen des Stücks, die sich deutlich unterscheiden und in verschiedener Besetzung eingespielt wurden. Zwischen der Originalfassung und der 1987er-Fassung gibt es zwei Veränderungen. Während die Erstversion in Bluesrock gehalten ist, geht die 1987er-Version in Richtung Hard Rock. Das markante Intro etwa wurde erst mit Hammond-Orgel eingespielt, 1987 dagegen mit Synthesizer. Auch in den Textzeilen nahm man eine Veränderung vor. Der Originalrefrain lautet:
„An’ here I go again on my own
Goin’ down the only road I’ve ever known
Like a hobo I was born to walk alone“
In der 1987er-Fassung wurde die 3. Zeile geändert in:
„Like a drifter I was born to walk alone“
In einem Interview behauptete Coverdale, dass er den Endsatz des Refrains änderte, da er befürchtete, der Hörer könnte statt Hobo (US-amerikanischer Wanderarbeiter), Homo (Kurzform für Homosexueller) verstehen.
Die Erstversion wurde weltweit im November 1982 veröffentlicht und wurde in Norwegen ein Top-20-Hit. Die neu aufgenommene Version des Liedes erschien weltweit am 3. Februar 1987, in den Ländern Vereinigte Staaten und Kanada wurde die Version ein Nummer-eins-Hit. Im Gegensatz zum Original wurde diese Version kommerziell erfolgreicher. In der Episode Aufbruch in neue Welten von American Dad konnte man die 1987er-Fassung hören. Ebenfalls fand diese Version in Filmen wie Ich weiß noch immer, was du letzten Sommer getan hast, Old School – Wir lassen absolut nichts anbrennen, Fired Up!, The Fighter, Rock of Ages und Es ist kompliziert..!, aber auch in der Serie O.C. California Verwendung.
Speziell für den US-Markt wurde eine dritte Version aufgenommen, die als (USA) Radio Mix bekannt ist. Es handelt sich nicht um einen Remix, vielmehr wurden alle Instrumente und der Gesang erneut aufgenommen. Die Version ist insgesamt weniger rockig und keyboardlastiger. Die Besetzung unterschied sich teilweise, da Studiomusiker wie der Gitarrist Dann Huff eingesetzt wurden. Auch das ruhige Intro der anderen Versionen fehlt. Die Version erschien auf keinem regulären Studioalbum, sondern als Single bzw. auf einem Greatest-Hits-Album. Diese dritte Version erreichte in den USA die Spitze der Charts.
Zusätzlich haben Whitesnake 1997 als Duo (Coverdale und Vandenberg) für das Album Starkers in Tokyo eine Akustik-Version aufgenommen.

## Musikvideo
Die Regie des Musikvideos zur 1987er-Version führte Marty Callner. In der Handlung des Videos spielen Whitesnake das Lied auf einer Konzertbühne, die Schauspielerin Tawny Kitaen posiert in einem weißen Negligé auf zwei Autos der Marke Jaguar und in Fadeouts flirtet sie mit David Coverdale, während er mit einem Jaguar XJ fährt.

## Kommerzieller Erfolg

### Chartplatzierungen
| ChartsChartplatzierungen     | Höchstplatzierung | Wochen |
| ---------------------------- | ----------------- | ------ |
| Deutschland (GfK)            | 51 (12 Wo.)       | 12     |
| Vereinigtes Königreich (OCC) | 34 (12 Wo.)       | 12     |

| ChartsChartplatzierungen       | Höchstplatzierung | Wochen |
| ------------------------------ | ----------------- | ------ |
| Deutschland (GfK)              | 29 (12 Wo.)       | 12     |
| Vereinigte Staaten (Billboard) | 1 (28 Wo.)        | 28     |
| Vereinigtes Königreich (OCC)   | 9 (11 Wo.)        | 11     |

| ChartsJahrescharts (1987)      | Platzierung |
| ------------------------------ | ----------- |
| Vereinigte Staaten (Billboard) | 7           |

### Auszeichnungen für Musikverkäufe
| Land/Region                  | Auszeichnungen für Musikverkäufe (Land/Region, Auszeichnung, Verkäufe) | Verkäufe |
| ---------------------------- | ---------------------------------------------------------------------- | -------- |
| Neuseeland (RMNZ)            | 2× Platin                                                              | 60.000   |
| Vereinigtes Königreich (BPI) | Platin                                                                 | 600.000  |
| Insgesamt                    | 3× Platin ·                                                            | 660.000  |

## Coverversionen
- 1999: Lorrie Morgan
- 2001: Bernie Shaw feat. Bernie Marsden
- 2004: Mandaryna
- 2005: 2-4 Grooves (Here I Go)
- 2007: Jørn Lande
- 2008: Topmodelz
- 2009: Uncle Kracker (Livin’ the Dream)
- 2012: Asking Alexandria